# わんぱくフリッパー
『わんぱくフリッパー』（英: Flipper）は、MGMが制作していたアメリカのテレビドラマシリーズである。1964年からNBCテレビで放送された。全88話。カラー制作。

## 概要
マイアミの自然保護官ポーター・リックス、その息子のサンディとバド、そして2人の息子が飼っているイルカのフリッパー、ペリカンのピート、犬のスプレーが、フロリダの架空の州立自然公園であるコーラル・キー自然公園を舞台にして活躍する海洋冒険ドラマ。

## キャスト

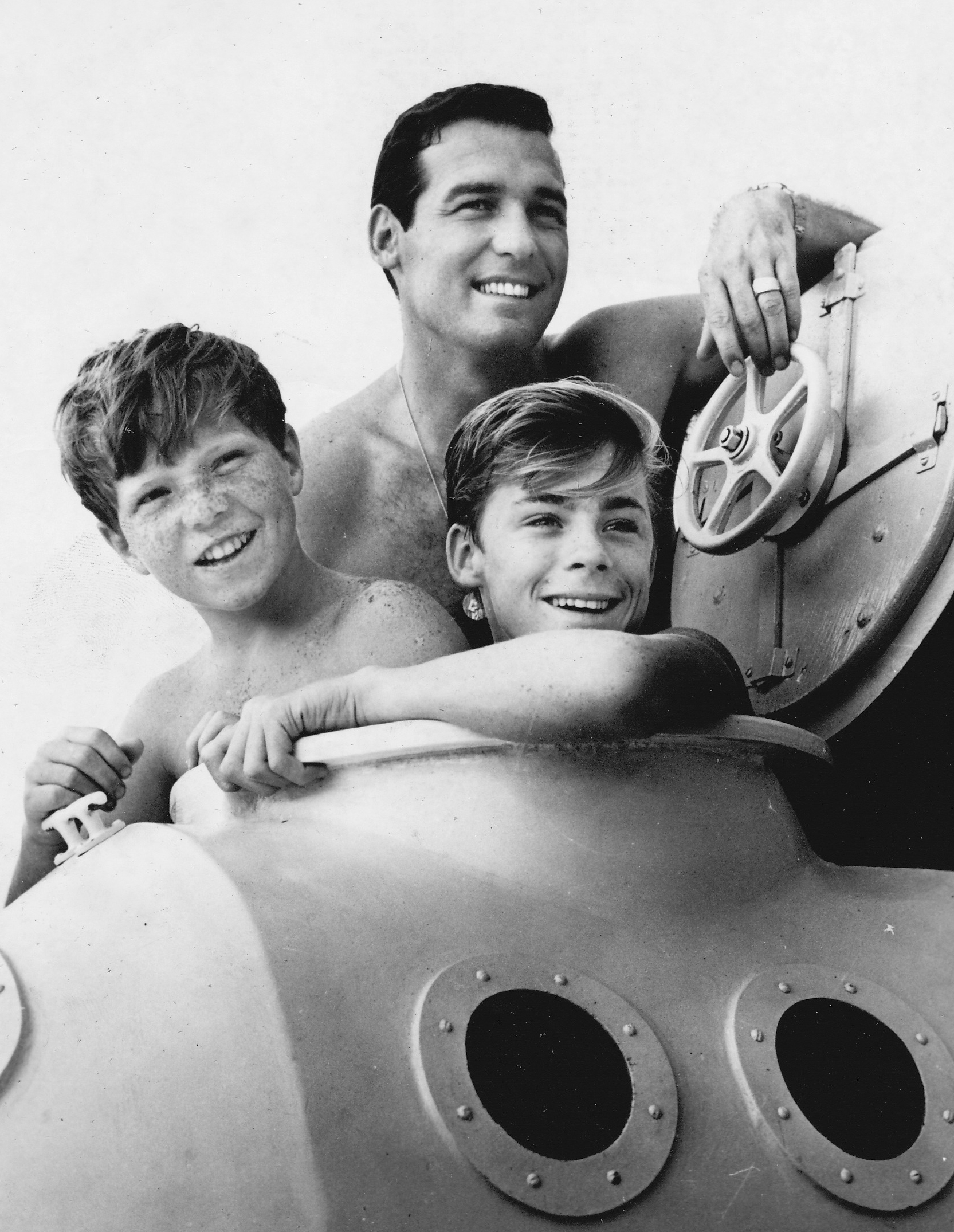
1964年に撮影された、『わんぱくフリッパー』のキャストの写真

- ポーター・リックス：ブライアン・ケリー (俳優)（英語版）
- サンディ・リックス：ルーク・ハルピン（英語版）
- バド・リックス：トミー・ノーデン（英語版）

## 日本語版
日本では、フジテレビ系列局で2度にわたって放送（カラー放送実施局のみカラー放送）。全国PTA協議会の推薦作品となる。

### 放送時間
いずれも日本標準時。

#### 第1期
- 月曜 19:00 - 19:30 （1966年6月6日 - 1967年3月27日）
- 月曜 19:30 - 20:00 （1967年4月3日 - 1967年9月25日）

#### 第2期
- 月曜 19:00 - 19:30 （1968年4月1日 - 1968年9月30日）

### 吹き替え
- ポーター・リックス：矢島正明
- サンディ・リックス：朝倉宏二
- バド・リックス：中村メイコ

### エピソード
日本語版邦題は、NHK BS2放送時。
1. 「黒い怪物」
2. 「青い海蛇」
3. 「海のギャング」
4. 「魔法の呼声」
5. 「海底の弾痕」
6. 「幼い逃亡者」
7. 「白いイルカ」
8. 「海と老人」
9. 「怪しきヨット」
10. 「腹活術のおじさん」
11. 「宝騒動」
12. 「夏休みはアルバイト」
13. 「海底の決闘」
14. 「美しき議員さん（1）」
15. 「美しき議員さん（2）」
16. 「危機一髪」
17. 「フリッパーとチビ象」
18. 「あやうしフリッパー」
19. 「別れ」
20. 「人名救助」
21. 「時限爆弾」
22. 「SOS フリッパー」
23. 「パパの恋人」
24. 「宝探し」
25. 「車椅子の少女」
26. 「都会っ子」
27. 「毒魚」
28. 「消えた303号」
29. 「美しき海洋学者」
30. 「いるかパトロール」
31. 「バウンティ号の反乱」
32. 「フリッパーを救え」
33. 「馬泥棒とフリッパー」
34. 「赤サンゴの謎」
35. 「水中銃の恐怖」
36. 「フリッパーの逆襲」
37. 「名探偵フリッパー」
38. 「いるか泥棒」
39. 「秘密計器を探せ」
40. 「逃げた新兵器」
41. 「麻酔銃を撃て」
42. 「ファインプレー」
43. 「フリッパー不時着す（前編）」
44. 「フリッパー不時着す（後編）」
45. 「事故現場へ急げ」
46. 「さびたサメ檻」
47. 「しかけられた罠」
48. 「ねらわれた潜水艇（前編）」
49. 「ねらわれた潜水艇（後編）」
50. 「サメ狩り」
51. 「潜水艇沈没す」
52. 「フリッパーの冒険旅行（1）」
53. 「フリッパーの冒険旅行（2）」
54. 「フリッパーの冒険旅行（3）」
55. 「飛ばせプロペラ船」
56. 「毒サソリ」
57. 「サンディのピンチ」
58. 「産業スパイを追え」
59. 「爆撃機墜落す」
60. 「幻の白鯨」
61. 「サンディの恋人」
62. 「逃亡者（前編）」
63. 「逃亡者（後編）」
64. 「ダイバーの悲劇」
65. 「犯人はエビだ！」
66. 「不気味な一日」
67. 「怪魚の正体」
68. 「密輸の島」
69. 「沼地の罠（前編）」
70. 「沼地の罠（後編）」
71. 「台風叔母さん」
72. 「犯人は誰だ！」
73. 「急げフリッパー」
74. 「フリッパーの危機」
75. 「フリッパーは何処」
76. 「頑張れフリッパー」
77. 「バドは社長」
78. 「決闘の沼」
79. 「フリッパー誘拐事件」
80. 「フリッパーと子犬」
81. 「ある日の出来事（前編）」
82. 「ある日の出来事（後編）」
83. 「バドの決意」
84. 「大騒動」
85. 「素敵なチームワーク（前編）」
86. 「素敵なチームワーク（後編）」

### 放送局

#### 第1期
★印は、放送当時の日本水産広告に明記されている局。
- ★フジテレビ：月曜 19:00 - 19:30　→ 月曜 19:30 - 20:00
- ★札幌テレビ
- 青森放送：日曜 10:30 - 11:00[4]
- 岩手放送：月曜 18:00 - 18:30[5]
- 秋田放送：日曜 9:00 - 9:30[6]
- 山形放送：金曜 17:30 - 18:00（1967年7月14日まで）　→ 火曜 18:15 - 18:45（1967年7月18日から）[7]
- ★仙台放送：月曜 19:00 - 19:30[8]
- ★福島テレビ：月曜 19:00 - 19:30（1967年5月まで）→ 日曜 18:00 - 18:30（1967年6月から）[9]
- 北日本放送（1967年10月27日まで放送）：金曜 17:30 - 18:00[10]
- 北陸放送：金曜 17:25 - 17:55[10]
- 長野放送：金曜 18:00 - 18:30（1969年開局時より放送）[11]
- ★東海テレビ：月曜 19:00 - 19:30 → 月曜 19:30 - 20:00[12]
- ★関西テレビ：月曜 19:00 - 19:30
- ★広島テレビ
- ★南海放送
- ★テレビ西日本
- ★熊本放送
- ★南日本放送

#### 第2期
- フジテレビ：月曜 19:00 - 19:30
- 札幌テレビ：木曜 19:30 - 20:00[13]
- 秋田放送：火曜 18:00 - 18:30（1969年8月時点）[14]
- 山形放送：日曜 9:00 - 9:30[15]
- 仙台放送：月曜 19:00 - 19:30[16]
- 福島テレビ：水曜 19:00 - 19:30[17]
- 新潟放送：水曜 17:30 - 18:00[18]
- 北日本放送：火曜 18:00 - 18:30（1969年1月時点）[19]
- 福井放送：水曜 18:00 - 18:30（1969年1月時点）[19]
- 長野放送：金曜 18:00 - 18:30（1970年9月時点）[20]
- 静岡放送：金曜 17:00 - 17:30[21]
- 東海テレビ：月曜 19:00 - 19:30[22]
- 関西テレビ：月曜 19:00 - 19:30[23]
- 日本海テレビ：金曜 18:00 - 18:30（1970年9月時点）[24]
- 西日本放送：土曜 18:00 - 18:30[25]
- 広島テレビ：月曜 18:00 - 18:30[25]
- 南海放送：火曜 18:00 - 18:30（1970年9月時点）[26]
- テレビ西日本：月曜 19:00 - 19:30[27]
- 長崎放送：木曜 18:00 - 18:30（1970年9月時点）[28]
- 宮崎放送：月曜 17:00 - 17:30（1970年9月時点）[29]

## 特記事項
- 主役のイルカ、フリッパー役は5頭おり、リック・オバリーがその調教を行っていたが、そのうちの1頭のキャシーを撮影用ライトによる火傷および疲労によるストレスのために死なせてしまい、オバリーは調教の仕事をやめ、イルカ解放活動家になる切っ掛けとなった。
- フリッパー役の最後の1頭ベベは、40年の寿命を全うした。野生でもバンドウイルカの寿命は25年から40年とされ、大切にされたためであろうとされている[30]。
- 本作の日本語吹替版は現在原盤が喪失しており、再放送およびDVDなどのソフト化は困難となっている[要出典]。日本語吹替版の映像は、1989年10月8日にTBS系列局で放送された『テレビ探偵団』の特別番組で紹介されたことがある。
- 1992年に株式会社フロムスクラッチから各巻に日本語吹替版4話収録のVHSが発売された。

1. 「映画出演!?フリッパーは大スター」、「死闘!ジョーズVSフリッパー」、「漂流!バドのイカダ大冒険」、「フリッパーの潜水艦」
2. 「フリッパーの大サーカスPART1」、「フリッパーの大サーカスPART2」、「フリッパーの大サーカスPART3」、「フリッパー救出作戦」
3. 「フリッパー売ります」、「第発見! フリッパーの金貨」、「サンディのスキューバ大作戦」、「フリッパー危機一髪!」

- 日本語版の主題歌は、2007年3月7日にEMIミュージック・ジャパンからリリースされた『アニソン100』に収録されている。オリジナル主題歌（作詞：バイ・ダンハム By Dunham、作曲：ヘンリー・ヴァース Henry Vars）はテレビ・シリーズに先立つ映画版二作から使われ、後年（1996年）に制作されたリメイク版の映画でも挿入歌として用いられている。日本放送時には滝田順の訳詞で、東京少年少女合唱隊によって歌われたが、それに先立って1965年8月から同年9月までNHKの『みんなのうた』で、同じ滝田訳で「フリッパー」の題名、西六郷少年少女合唱団の歌唱で放送されている。翌年から放送の日本語版テレビシリーズも同じく西六郷少年少女合唱団の歌唱である。主題歌のフル・ヴァージョンでは3番まであるが、放送のオープニングテーマとしては、原語版・日本語版ともに1番の歌詞の後半のみが歌われた。

## 映画・リメイク版
フリッパー (1963年の映画)
1963年公開（日本での公開は1964年）。MGM制作。原題は "Flipper"。主演は、後のテレビ版にも同じサンディ役でレギュラー出演したルーク・ハルピンだが、父親役はチャック・コナーズで、テレビ版の弟・バド役のトミー・ノーデンは、この後に作られた続編ともに出演していない。
頑張れフリッパー
1964年公開（日本での公開は1965年）。MGM制作。前作『フリッパー』の続編で、原題は "Flipper's New Adventure"。主演は同じくルーク・ハルピン。この作品でチャック・コナーズに替わって父親役に抜擢されたブライアン・ケリーが、同じく1964年に放送開始したテレビ版にも引き続き出演することになった。共演のヒロイン役は、『回転』（1961年）に子役として出演したパメラ・フランクリン。
フリッパー (1995年のテレビドラマ)
1995年放送開始。主演はジェシカ・アルバ。バド・リックスは海洋研究博士としてレギュラー出演し、子供の頃にフリッパーという名のイルカを飼っていた話が出てくる。
フリッパー (1996年の映画)
1996年公開。主演はイライジャ・ウッド。